# 二碘化镨
二碘化镨是化学式 PrI2的镨的碘化物。它是电子盐，真实结构为Pr3+(I−)2e−。

## 制备
二碘化镨可以由碘化镨和金属镨在800 °C至900 °C的真空下反应而成：
{\displaystyle \mathrm {Pr+2\ PrI_{3}\longrightarrow 3\ PrI_{2}} }
它也可以由镨和碘化汞反应而成：
{\displaystyle \mathrm {Pr+HgI_{2}\longrightarrow PrI_{2}+Hg} }
二碘化镨是由John D. Corbett于1961年首次合成的。

## 性质
二碘化镨是有金属光泽的青铜色固体，极易水解。它有五种晶体结构，分别是MoSi2结构、六方MoS2结构、三方MoS2结构、氯化镉结构和尖晶石结构。氯化镉结构的二碘化镨属于三方晶系，空间群 R3m (No. 166)，晶格参数为 a = 426.5 pm和c = 2247,1 pm；而尖晶石结构的二碘化镨则是立方晶系的，空间群F43 (No. 216)，晶格参数 a = 1239.9 pm。